# Sun (Luizjana)
Sun – wieś w Stanach Zjednoczonych, w stanie Luizjana, w parafii St. Tammany.